# استدمان (کارولینای شمالی)
استدمان (به انگلیسی: Stedman) شهری در ایالت کارولینای شمالی کشور ایالات متحده آمریکا است که جمعیت آن در سرشماری سال ۲۰۱۰ میلادی، ۱٬۰۲۸ نفر بوده‌است.